# Kreisgrabenanlage von Bochow

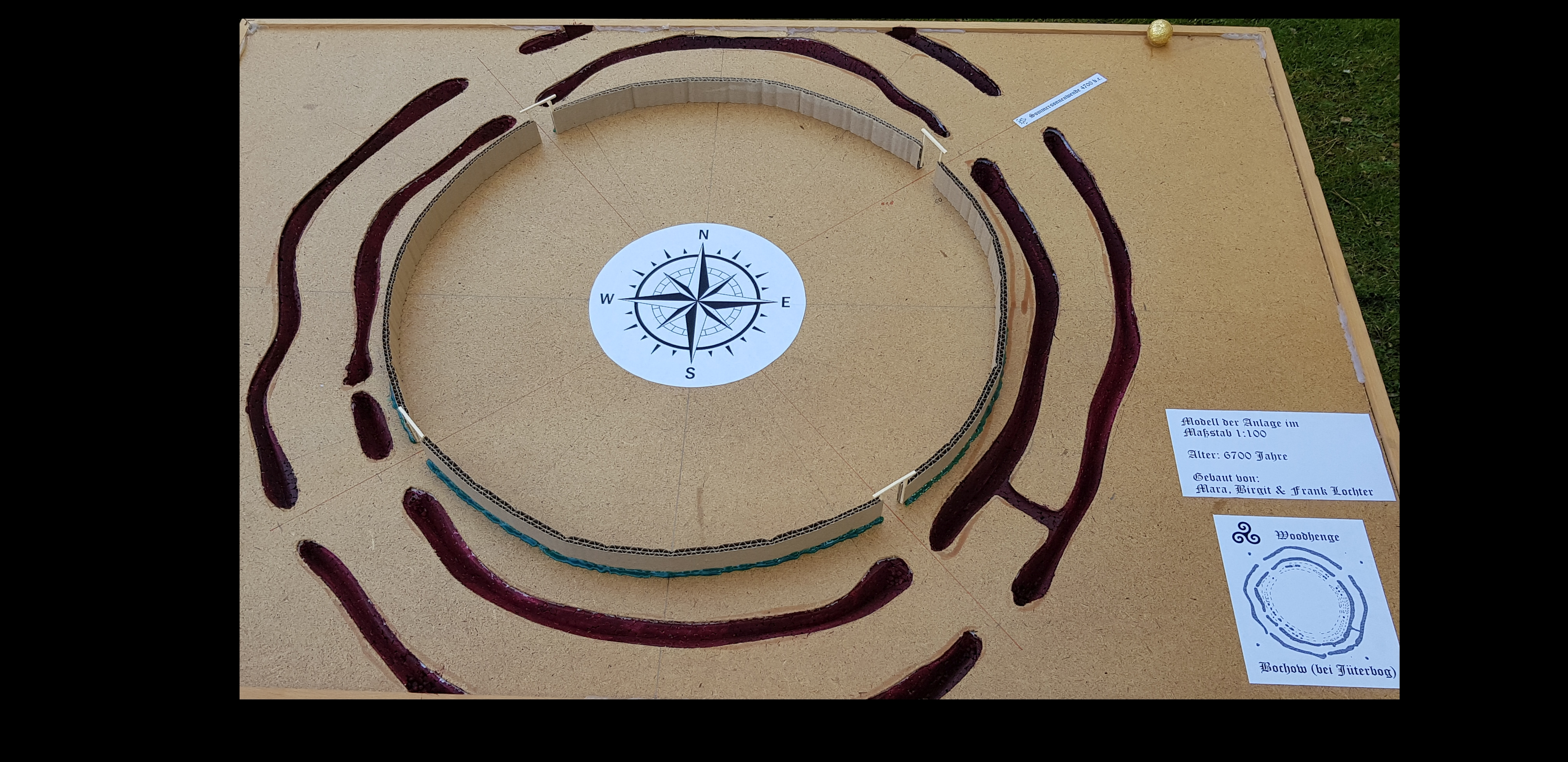
Modell (1:100) des Woodhenge von Bochow aus 2021

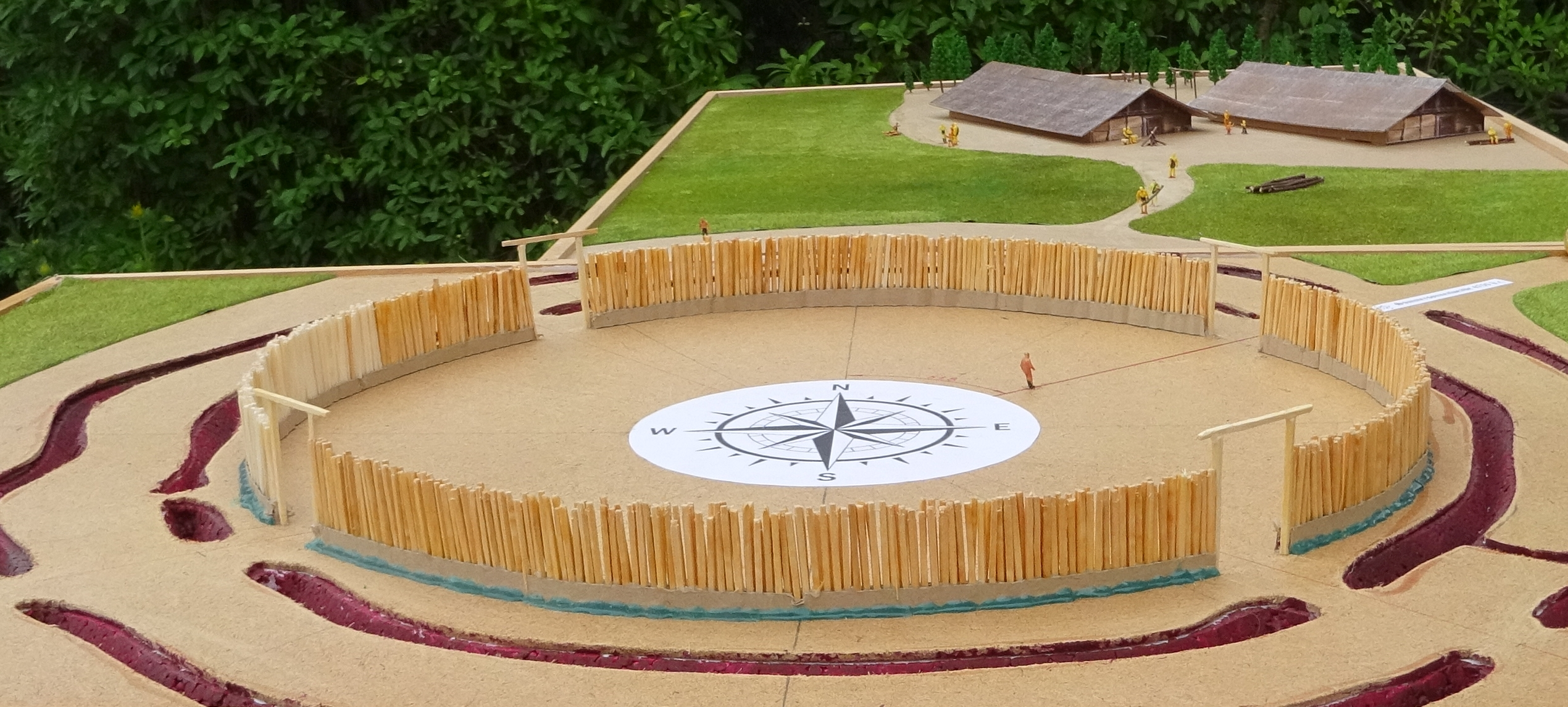
Modell (1:100) des Woodhenge von Bochow mit Langhäusern aus 2023

Die Kreisgrabenanlage von Bochow  (auch Woodhenge von Bochow) ist eine jungsteinzeitliche Kreisgrabenanlage südlich von Jüterbog (Landkreis Teltow-Fläming) in Brandenburg. Die ringförmigen Bodenverfärbungen wurde von Günter Wetzel entdeckt, 1991 bei einem Erkundungsflug durch den Luftbildarchäologen Otto Braasch mit einem Luftbild dokumentiert und als neues Bodendenkmal gemeldet. Die Anlage wurde während des Mittelneolithikums vor etwa 6700 Jahren errichtet und wird der Kultur der Stichbandkeramik zugeordnet. Die Kreisgrabenanlage ist nach Aussagen des zuständigen Kreisarchäologen Stephan Pratsch das älteste Gemeinschaftsbauwerk des Landes Brandenburg. Sie wurde 1993 geophysikalisch erkundet, und durch Kombination mit der geomagnetischen Untersuchungen wurde die Kartierung des Grundrisses ermöglicht. Die Anlage ist ähnlich alt und dimensioniert wie die 120 Kilometer südwestlich gelegene Kreisgrabenanlage von Goseck.

## Untersuchungen
Im Sommer 1999 wurde eine sondierende Grabung mit Unterstützung durch Günter Wetzel und finanzieller Unterstützung durch den Landkreis Teltow-Fläming durchgeführt. Am 21. Juni 2022 wurde von Frank Rückert und Carola Maier die Ausrichtung des nordöstlichen Eingangs der Kreisgrabenanlage zum Sonnenaufgang am Tag der Sommersonnenwende durch Vermessung nachgewiesen. Auf dem Archäologentag des Landkreises Teltow-Fläming im Jahr 2024 wurde der aktuelle Erkenntnisstand und ein Vorschlag für die Rekonstruktion der Anlage vorgestellt.

## Beschreibung
Die Kreisgrabenanlage von Bochow besteht aus zwei nahezu konzentrischen Kreisen mit Durchmessern von 60 bis 64 Metern und 76 bis 80 Metern. Die etwa zwei Meter breiten und zirka zwei Meter tiefen Gräben weisen zueinander einen Abstand von fünf Metern auf. Als Detailstrukturen konnten Palisaden, Pfostenlöcher und Verbindungen zwischen den Gräben interpretiert werden. 2021 wurde von Mara Sophie Lochter und Frank Lochter ein Modell der Anlage im Maßstab 1:100 gebaut und 2023 um ebenfalls nachgewiesene Langhäuser erweitert. Das Modell wurde der Gemeinde Niedergörsdorf übergeben. Die Kreisgrabenanlage hat vier Eingänge, die um ungefähr 90 Grad zueinander versetzt sind. Nach Untersuchungen von Simon Plate (Leiter des URANIA-Planetarium Potsdam) ist der nordöstliche Eingang zur Sommersonnenwende ausgerichtet. Die Kreisgrabenanlage liegt auf einem Plateau nahe der Nuthequelle. Es konnte auf der Innenfläche keine weitere Bebauung festgestellt werden.